# Giovanni Battaglin
Giovanni Battaglin (22 de julho de 1951, Marostica) é um ex-ciclista italiano. Atuou profissionalmente entre 1972 e 1984 .
Foi o vencedor do Giro d'Italia em 1981  e Vuelta a España em 1981 .